# Katie Stam
Katie R. Stam Irk, née le 9 juillet 1986 à Seymour, dans l'Indiana, aux États-Unis, est une reine de beauté américaine, élue Miss Indiana (en) 2008, puis Miss America 2009,.

## Source de la traduction
- (en) Cet article est partiellement ou en totalité issu de l’article de Wikipédia en anglais intitulé « Katie Stam » (voir la liste des auteurs).